# Wesmaelius fumatus
Wesmaelius fumatus is een insect uit de familie van de bruine gaasvliegen (Hemerobiidae), die tot de orde netvleugeligen (Neuroptera) behoort. 
Wesmaelius fumatus is voor het eerst wetenschappelijk beschreven door Carpenter in 1940.